# FK Köpetdag
FK Köpetdag Aşgabat (em russo: Копетдаг) é um clube de futebol do Turcomenistão baseado na cidade de Ashgabat, atualmente disputa a Ýokary Liga, primeira divisão do Campeonato Turcomeno de Futebol. O seu estádio é o Estádio Köpetdag, que pode acomodar 26 mil pessoas. As cores tradicionais do kit Köpetdag são azuis e brancas. Tendo ganho 6 campeonatos turcomanos e 6 Taças do Turquemenistão, eles são um dos clubes mais bem sucedidos do país.

## Conquistas
Ýokary Liga (6) 1992, 1993, 1994, 1995, 1998, 2000
Birinji liga (1) 2015
Copa do Turcomenistão (7) 1993, 1994, 1997, 1999, 2000, 2001, 2018
Finalista : 1995, 2005, 2006
Copa do Turcomenistão SSR (1) 1992

## Elenco de 2016
| Nº | Nacionalidade  | Psição        | NOme                    |
| -- | -------------- | ------------- | ----------------------- |
| 3  | Turquemenistão | Zagueiro      | Serdarmyrat Baýramow    |
| 5  | Turquemenistão | Zagueiro      | Gylyçmyrat Gylyçmyradow |
| 8  | Turquemenistão | Meio-Campista | Yazgylyç Gurbanow       |
| 9  | Turquemenistão | Meio-Campista | Mülkamam Annagulyýew    |
| 10 | Turquemenistão | Meio-Campista | Öwezbaý Muhammetmyradow |
| 11 | Turquemenistão | Atacante      | Merdan Gurbangulyýew    |
| 13 | Turquemenistão | Meio-Campista | Röwşen Halmammedow      |
| 15 | Turquemenistão | Zagueiro      | Mowlamberdi Goşşanow    |
| 17 | Turquemenistão | Atacante      | Kerim Hojaberdiýew      |
| 18 | Turquemenistão | Zagueiro      | Berdi Hotdyýew          |
| 19 | Turquemenistão | Meio-Campista | Baýramhan Kadyrow       |
| 20 | Turquemenistão | Meio-Campista | Çarymyrat Öwezgeldiýew  |
| 23 | Turquemenistão | Meio-Campista | Didar Kowusow           |
| 25 | Turquemenistão | Goleiro       | Ýeňiş Aşyrow            |
| 27 | Turquemenistão | Zagueiro      | Elýas Berenow           |
| 28 | Turquemenistão | Meio-Campista | Elýas Akyýew            |
| 29 | Turquemenistão | Zagueiro      | Şiroziddin Jumaniýazow  |
| 35 | Turquemenistão | Goleiro       | Nursähet Täşliýew       |